# Корлето Пертикара
Корлѐто Пертика̀ра (на италиански: Corleto Perticara, на местен диалект Curléte, Курлете) е малко градче и община в Южна Италия, провинция Потенца, регион Базиликата. Разположено е на 757 m надморска височина. Населението на общината е 2599 души (към 2012 г.).